# Tatiana Gratchiova
Pour les articles homonymes, voir Gratcheva.
Tatiana Aleksandrovna Gratchiova (en russe : Татьяна Александровна Грачёва) est une ancienne joueuse de volley-ball russe, née le 23 février 1973 à Iekaterinbourg. Elle mesure 1,80 m et jouait au poste de passeuse.  

## Clubs
| Club                       | De        | À         |
| -------------------------- | --------- | --------- |
| Ouralotchka Iekaterinbourg | 1992-1993 | 1996-1997 |
| Uraltransbank              | 1999-2000 | 1999-2000 |
| Ouralotchka Iekaterinbourg | 2000-2001 | 2000-2001 |
| Eczacıbaşı İstanbul        | 2001-2002 | 2001-2002 |
| Dinamo Moscou              | 2005-2006 | 2007-2008 |

## Palmarès

### Équipe nationale
- Jeux Olympiques
  -  2000 à Sydney.
- World Grand Champions Cup (1)
  - Vainqueur : 1997
  - Finaliste : 2001
- Grand Prix mondial (2)
  - Vainqueur : 1997, 2002.
  - Finaliste :  2000.
- Championnat d'Europe (3)
  - Vainqueur : 1993, 1997, 2001.
- Championnat du monde des moins de 20 ans[1]
  - Vainqueur : 1991.
- Championnat d'Europe des moins de 20 ans[1]
  - Vainqueur : 1992.
- Championnat du monde des moins de 18 ans[1]
  - Vainqueur : 1989.

### Clubs
- Coupe des champions (2)
  - Vainqueur : 1994, 1995
  - Finaliste : 1996, 1997.
- Championnat de Turquie (1)
  - Vainqueur : 2002.
- Coupe de Turquie (1)
  - Vainqueur : 2002
- Championnat de Russie (8)
  - Vainqueur :  1993, 1994, 1995, 1996, 1997, 2001, 2006, 2007.

### Distinctions individuelles
- Championnat du monde de volley-ball féminin 1994 : Meilleure passeuse.
- Grand Prix mondial de volley-ball 1996 : Meilleure défenseur.
- World Grand Champions Cup féminine 2001 : Meilleure passeuse[2].